# Aleuronat

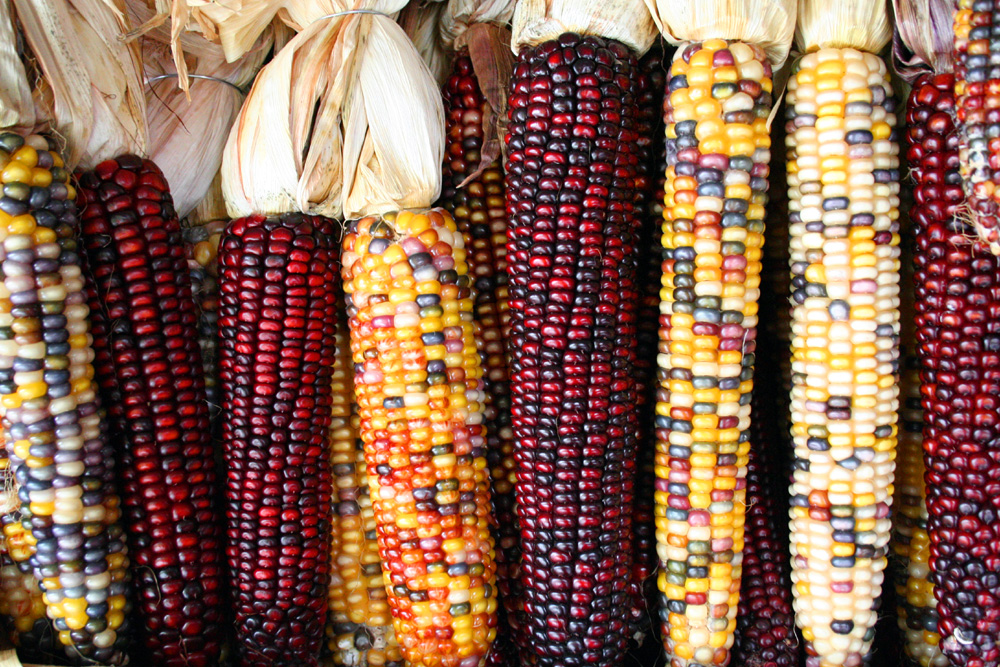
Flerfärgad majs har några av sina pigment i aleuronskiktet.

Aleuronat är ett preparat med ett ca 80-procentigt innehåll av protein, och som erhålles som biprodukt vid framställning av stärkelse. Det används tillsammans med mjöl till bröd för diabetiker.

## Aleuron
Aleuronkorn är rundade, tämligen fasta kroppar, huvudsakligen bestående av proteiner, vilka förekommer i cellerna i näringsrika frön och utgör den viktigaste formen, i vilken protein lagras som reservnäring i växterna.
Aleuron uppkommer ur vakuoler genom uttorkning av innehållet vid frönas mognad och kan även innehålla proteiner i kristallinsk form (kristalloider) och globoider, små korn av kalcium- och magnesiumsalt med fytin, varigenom aleuron kan få hög halt av fosforsyra.
Aleuronkorn förekommer alltid talrikt i oljerika frön. Hos sädesslagen finns aleuron i frövitans yttersta sikt, aleuronskiktet, samt hos baljväxterna i hjärtbladen tillsammans med stärkelse.